# GSC 03549-02811
GSC 03549-02811 (TrES-2) – żółty karzeł podobny do Słońca położony w gwiazdozbiorze Smoka, oddalony o około 717 lat świetlnych od Ziemi. Posiada planetę TrES-2b (Kepler-1b). Gwiazda znalazła się na pierwszych zdjęciach wykonanych przez Kosmiczny Teleskop Keplera w ramach tzw. „pierwszego światła”.
W 2008 odkryto, że jest to układ podwójny. Towarzysz żółtego karła jest słabiej świecącą gwiazdą typu widmowego K4.5-6, o masie 0,67 M☉. Odległość między składnikami układu wynosi 232 ± 12 au, a przybliżony okres obiegu wspólnego środka masy układu wynosi 3900 lat. Odkrycie drugiej gwiazdy w tym układzie znacząco wpłynęło na oszacowanie parametrów planety krążącej wokół żółtego karła.